# 塩田駅 (兵庫県)
塩田駅（しおたえき、しほだえき）は、かつて兵庫県有馬郡道場村（現・神戸市北区道場町）塩田にあった、鉄道省有馬線の駅（休止駅）である。有馬線の休止に伴い、1943年（昭和18年）に休止されたままとなっている。

## 歴史
- 1915年（大正4年）4月16日：有馬鉄道の駅として開業[1]。同時に鉄道院が借り上げ。
- 1919年（大正8年）3月31日：有馬鉄道が国有化され、有馬軽便線所属となる[2]。
- 1922年（大正11年）9月2日：線路名称改定により、有馬線所属となる[2]。
- 1943年（昭和18年）7月1日：有馬線の休止（実質は廃止）に伴い休止駅となる[3]。

## 駅構造
単式ホーム1面1線のみを持つ地上駅。無人駅であったが繁忙期には駅員が派遣され業務に従事した。また有馬川で採取した砂利、砂、粟石をここから輸送しており貨物ホームが設けられていた。

## 駅周辺
- 塩田八幡宮
- 武庫川
- 長尾川 (兵庫県)

## 隣の駅
鉄道省
有馬線
三田駅 - 塩田駅 - 新道場駅